# Монолит (мини-футбольный клуб)
МФК «Монолит» — украинский мини-футбольный клуб из города Харьков, выступавший с 2009 по 2012 год в высшей лиге и экстра-лиге чемпионата Украины. Полуфиналист кубка Украины по мини-футболу в 2009 году.

## История
История клуба начинается в 2005 году, когда мини-футбольная команда «Интерстрой» приняла участие в двух розыгрышах Кубка ФК «Универ» — харьковского футзального турнира среди непрофессиональных команд. После этого команда была переименована в «ЖБК-5» и заняла второе место в чемпионате Харькова по пляжному футболу, получив право участия в Чемпионате Украины по пляжному футболу.
В 2006 году команда подала заявку на участие в первой лиге чемпионата Украины по мини-футболу. Сезон 2006/2007 команда закончила на третьем месте, а сезон 2007/2008 — с тем же результатом, но получив право участия в высшей лиге чемпионата Украины по мини-футболу.
В 2008 году команда была переименована в МФК «Монолит». Для участия в высшей лиге команду пополнило несколько опытных игроков: вратарь Виталий Денюжкин, а также полевые игроки Богдан Чепель и Сергей Таранчук. Сезон 2008/2009 года команда закончила на седьмом месте, а в Кубке Украины МФК «Монолит» дошёл до полуфинала.
В следующих двух сезонах в высшей лиге МФК «Монолит» занял соответственно восьмое и седьмое место.
Сезон 2011/2012 команда начала в Экстра-лиге, однако после перерыва, связанного с участием сборной в Чемпионате Европы, в феврале 2012 года МФК «Монолит» снялся с розыгрыша из-за финансовых проблем в клубе. После этого команда возобновила участие в чемпионате города, и в июне 2012 года стала чемпионом Харькова.

## Достижения
Выступления команды в высшей лиге чемпионата Украины по мини-футболу:
- сезон 2008/2009 — 8 место,
- сезон 2009/2010 — 9 место,
- сезон 2010/2011 — 7 место[9].

Полуфиналист Кубка Украины по мини-футболу 2009 года.

## Состав команды
В Экстра-лиге 2011/2012 состав команды был следующим:

| \| № \| \| Поз. \| Имя \| Год рождения \| \| -- \| \| ---- \| ------------------- \| ------------ \| \| 23 \| \| Вр \| Роман Мякота \| 1993 \| \| 5 \| \| Защ \| Александр Минаев \| 1978 \| \| 8 \| \| Защ \| Тарас Рыбак \| 1991 \| \| 10 \| \| Защ \| Андрей Воронько \| 1990 \| \| 11 \| \| Защ \| Александр Педяш \| 1994 \| \| 12 \| \| Защ \| Константин Сколотий \| 1983 \| \| 13 \| \| Защ \| Александр Табаньков \| 1994 \| \| 17 \| \| Защ \| Дмитрий Долгов \| 1990 \| \| 18 \| \| Защ \| Андрей Чуднов \| 1988 \| \| 19 \| \| Защ \| Евгений Ланко \| 1989 \| \| 20 \| \| Защ \| Владислав Баев \| 1991 \| \| 25 \| \| Защ \| Кирилл Шешенев \| 1989 \| \| 29 \| \| Защ \| Евгений Кравченко \| 1992 \| |              |      |                     |              |
| № |              | Поз. | Имя                 | Год рождения |
| 23 | Флаг Украины | Вр   | Роман Мякота        | 1993         |
| 5 | Флаг Украины | Защ  | Александр Минаев    | 1978         |
| 8 | Флаг Украины | Защ  | Тарас Рыбак         | 1991         |
| 10 | Флаг Украины | Защ  | Андрей Воронько     | 1990         |
| 11 | Флаг Украины | Защ  | Александр Педяш     | 1994         |
| 12 | Флаг Украины | Защ  | Константин Сколотий | 1983         |
| 13 | Флаг Украины | Защ  | Александр Табаньков | 1994         |
| 17 | Флаг Украины | Защ  | Дмитрий Долгов      | 1990         |
| 18 | Флаг Украины | Защ  | Андрей Чуднов       | 1988         |
| 19 | Флаг Украины | Защ  | Евгений Ланко       | 1989         |
| 20 | Флаг Украины | Защ  | Владислав Баев      | 1991         |
| 25 | Флаг Украины | Защ  | Кирилл Шешенев      | 1989         |
| 29 | Флаг Украины | Защ  | Евгений Кравченко   | 1992         |